# 言語聴覚士 (日本)
言語聴覚士は言語聴覚士国家試験に合格し厚生労働大臣の免許を受けて、言語聴覚士の名称を用いて、音声機能、言語機能又は聴覚に障害のある者についてその機能の維持向上を図るため、言語訓練その他の訓練、これに必要な検査及び助言、指導その他の援助を行うことを業とする者をいう。
免許が与えられたときは、言語聴覚士免許証が交付される。
言語聴覚士でない者は、言語聴覚士又はこれに紛らわしい名称を使用してはならない。